# پرده کرکره

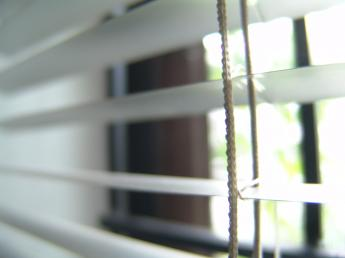
پرده کرکره

پرده کرکره (به انگلیسی: Window blind) نوعی پوشش برای پنجره است که به‌طور معمول از تعداد زیادی تخته باریک از جنس وینیل، چوب یا فلز که به حالت افقی یا عمودی در کنار هم قرار گرفته‌اند و با اتصالاتی به یکدیگر متصل هستند و دارای طنابی برای جمع کردن تخته‌ها هستند تشکیل شده‌است. انواع مختلفی از پرده کرکره وجود دارد که یک نوع افقی آن که در ایران و سایر نقاط جهان بسیار مورد استفاده است «پرده کرکره فارسی» نام دارد که البته در ایران به همه انواع این پوشش پنجره، «پرده کرکره» گفته می‌شود.
از مزایای پرده کرکره نسبت‌به پرده‌های پارچه‌ای می‌توان به قابلیت تنظیم نور ورودی/خروجی، تمیزکردن راحت‌تر و عدم نیاز به بازکردن و قرار گرفتن درون آب برای شستشو به دلیل داشتن بافت سفت و محکم، و ظاهر مدرن اشاره کرد، به همین دلایل از پرده کرکره به‌طور وسیعی در سازمان‌ها، ادارات و دفاتر و مراکز تجاری و خدماتی استفاده می‌شود.

## انواع پرده کرکره
پرده کرکره در انواع و جنس‌های مختلفی وجود دارد.

#### پرده کرکره چوبی
پرده کرکره چوبی از تعداد زیادی تیغه از جنس چوب فن آوری شده و در دو سایز ۵ و ۵۰ میلی‌متری به صورت افقی بر روی هم ساخته می‌شود. کرکره‌های چوبی قابلیت سایه روشن شدن را داراست و این نوع پرده کرکره‌ها جزو یکی از مدرن‌ترین و زیباترین پرده‌ها به‌شمار می‌رود.

#### پرده کرکره فلزی
پرده کرکره فلزی از جنس آلومینیوم بوده و در دو سایز ۵ و ۱۶ میلیمتری تولید می‌شود. مکانیزم اینگونه پرده‌ها به خاطر تیغه‌های افقی است و مانند پرده کرکره چوبی قابلیت سایه روشن شدن را داراست.

### پرده بامبو

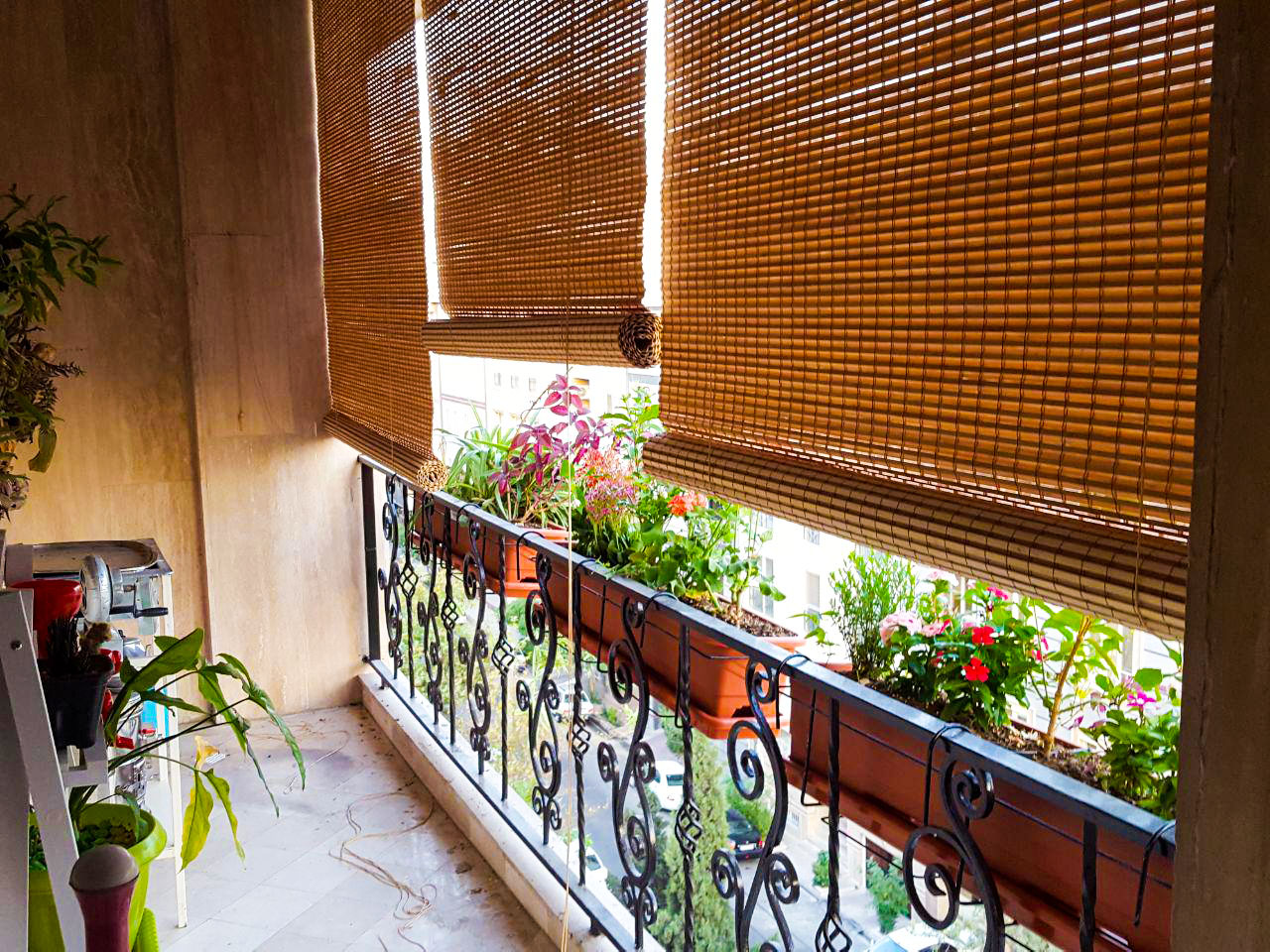
استفاده از پرده بامبو در بالکن

پرده بامبو یا حصیر بامبو نوعی پوشش برای پنجره است که از چوب بامبو بافته شده‌است. این نوع پرده قابلیت سایه روشن شدن را ندارد ولی گزینه مناسبی برای فیلتر کردن شدت نور محیط است.

### پرده زبرا

یکی از جدیدترین مدل‌های پرده، پرده زبرا است. جنس پرده زبرا از تور و پارچه که به صورت راه راه یک در میان (زبرا به معنی راه راه) یکی در میان پارچه و تور با ظرافت بافته شده‌است و با بالا و پائین کردن پرده درنتیجه جابجایی نوارهای پرده می‌توان مقدار نور عبوری از پرده را به صورت دلخواه از ۱۰ تا ۵۰ درصد تنظیم نمود و در صورت نیاز می‌توان پرده را کامل در قاب بالای پرده جمع نمود و از نور کامل استفاده کرد.
می‌توان گفت تنوع طرح‌ها و رنگ‌ها در این مدل پرده به وسعت تمام طرح‌های دنیا است چرا که به دلیل پارچه ای بودن امکان چاپ هر نوع طرحی بر روی این پرده‌ها وجود دارد.  این نوع پرده ترکیبی از پرده شید رول، پرده کرکره و پرده توری است. معمولاً جنس این پارچه‌ها پلی استر می‌باشد.

### پرده سیلوئت
پرده سیلوئت سه بعدی نوعی پرده مدرن است که از دو لایه پارچه حریر و یک لایه پارچه افقی (شبیه به تیغه‌های کرکره) تشکیل شده است. با حرکت دادن لایه پارچه افقی، می‌توان میزان نور ورودی به فضا را تنظیم کرد و جلوه ای شبیه به کرکره های فلزی ایجاد کرد. این پرده به دلیل قابلیت تنظیم نور و ایجاد جلوه سه بعدی، به پرده زبرا سه بعدی نیز معروف است.

### پرده رومن
پرده رومن یکی از انواع پرده‌های بالارو است که امکان استفاده از آن همراه با موتورها پرده برقی بالارو نیز هست.این پرده از بالا به پایین به صورت تاشو باز و یا بسته می‌شود. پرده‌های برقی رومن قابلیت کنترل از طریق ریموت کنترل، سیستم خانه هوشمند، کلید پرده برقی و اپلیکیشن تلفن همراه را دارند.

### مکانیزم کنترل پرده زبرا
مکانیزم کنترل پرده زبرا معمولاً به دو صورت دستی و موتوری اجرا می‌شود. در روش دستی، یک زنجیر کناری وظیفه بالا و پایین بردن پرده را بر عهده دارد، در حالی که در مدل‌های موتوری، از ریموت کنترل یا سیستم هوشمند برای تغییر موقعیت پرده استفاده می‌شود. این ویژگی‌ها، پرده زبرا را به گزینه‌ای ایده‌آل برای فضاهای مسکونی و اداری تبدیل کرده است.

#### مکانیزم دستی
مکانیزم دستی پرده زبرا یکی از رایج‌ترین و کاربردی‌ترین روش‌های کنترل این نوع پرده است که به دلیل سادگی و هزینه مناسب، مورد استقبال بسیاری از مردم قرار گرفته است. این مکانیزم از یک زنجیر کناری تشکیل شده که به یک قرقره متصل است. با کشیدن زنجیر در یک جهت، لایه‌های پارچه‌ای پرده روی یکدیگر حرکت کرده و میزان نور ورودی تنظیم می‌شود. در صورتی که زنجیر در جهت مخالف کشیده شود، پرده به طور کامل جمع یا باز می‌شود.
یکی از ویژگی‌های مهم این سیستم، امکان توقف پرده در هر ارتفاع دلخواه است که به کاربر اجازه می‌دهد میزان نور و حریم خصوصی را به‌طور دقیق کنترل کند. مکانیزم دستی پرده زبرا به دلیل عملکرد ساده، دوام بالا و نیاز نداشتن به برق یا موتور، همچنان یکی از گزینه‌های محبوب در فضاهای مسکونی و اداری محسوب می‌شود.
در این روش با استفاده از زنجیر تعبیه شده در کنار پرده می‌توان نور محیط را تنظیم نمود.

#### مکانیزم موتوری
می‌توان با تجهیز پرده به یک موتور الکتریکی ظریف و کوچک از سیستم موتوری و ریموت کنترل استفاده کرد که به وسیله آن می‌توان از فاصله دور عمل بالا و پایین و سایه روشن کردن را به‌صورت اتوماتیک انجام داد. در این حالت با استفاده از ریموت می‌توان به آسانی از انواع حالتهای پرده زبرا استفاده نمود و نور محیط را تنظیم کرد.
در واقع مکانیزم موتوری پرده زبرا یک راهکار مدرن و پیشرفته برای کنترل این نوع پرده است که به کمک یک موتور الکتریکی، باز و بسته شدن آن را تسهیل می‌کند. در این سیستم، موتور درون قاب پرده تعبیه شده و نیروی لازم برای حرکت پرده را تأمین می‌کند. کاربران می‌توانند با استفاده از یک ریموت کنترل، کلید دیواری یا از طریق اتصال به سیستم‌های هوشمند، پرده را در هر موقعیتی که می‌خواهند تنظیم کنند.
یکی از مزایای مهم مکانیزم موتوری، افزایش راحتی و سهولت در استفاده از آن بوده، به‌ویژه در فضاهایی که دسترسی به پرده دشوار است، مانند پنجره‌های مرتفع. علاوه بر این، برخی مدل‌های پیشرفته‌تر امکان کنترل از راه دور از طریق اپلیکیشن‌های موبایل یا فرمان‌های صوتی را نیز فراهم می‌کنند. مکانیزم موتوری نه تنها به افزایش رفاه کاربران کمک می‌کند، بلکه باعث افزایش طول عمر پرده و کاهش استهلاک قطعات مکانیکی در مقایسه با مدل‌های دستی می‌شود.

## نگارخانه

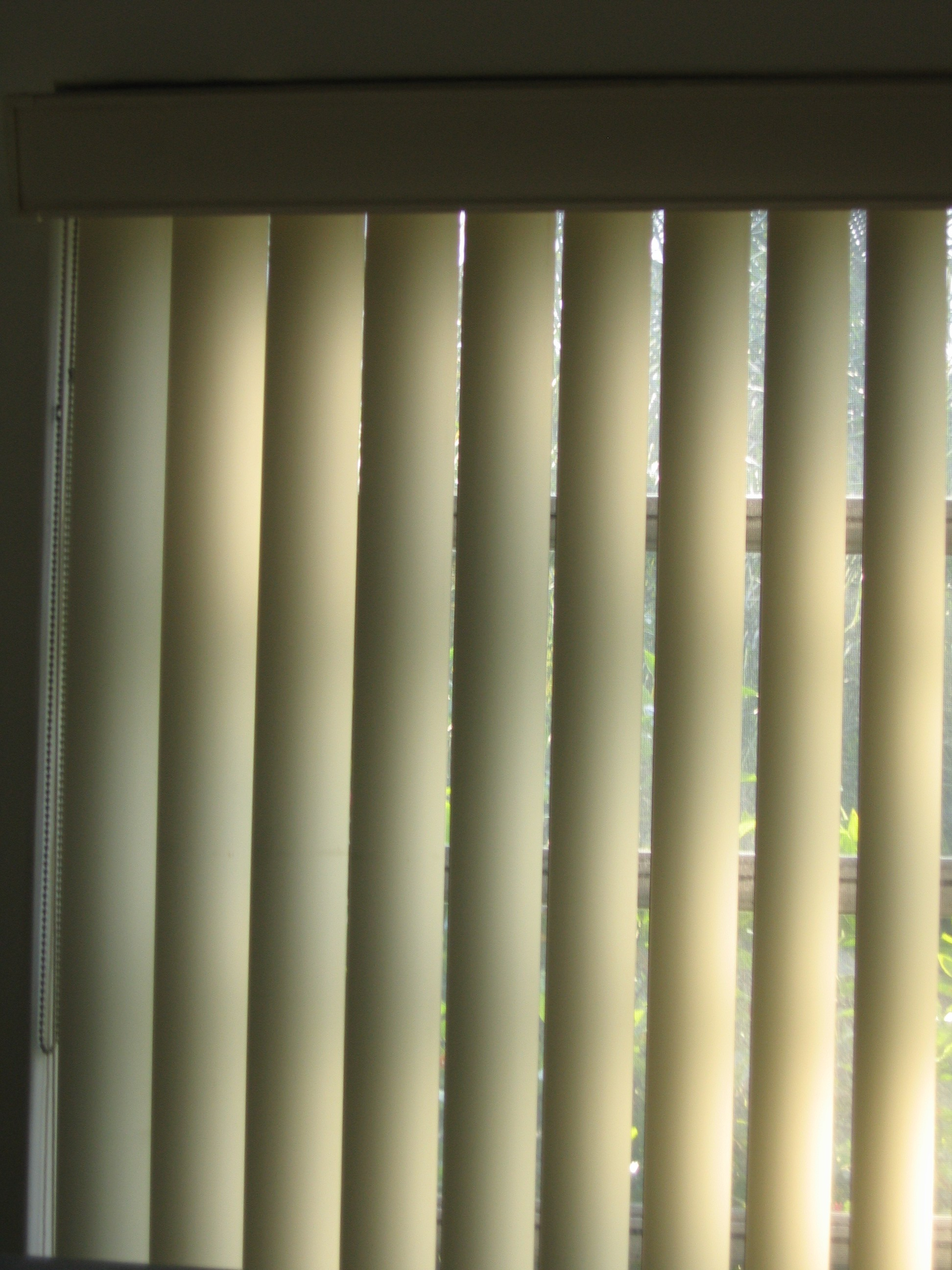
پرده کرکره عمودی
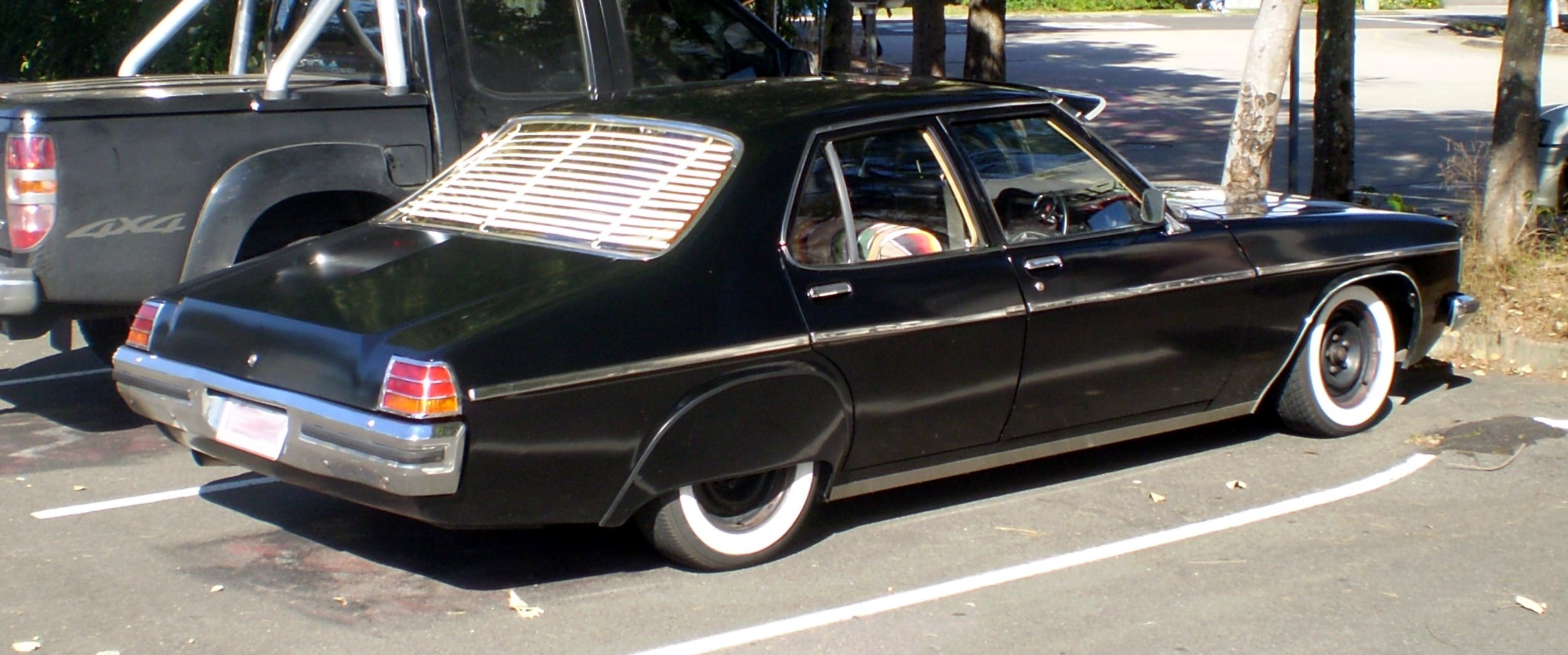
پرده کرکره در پشت شیشه عقب یک اتومبیل
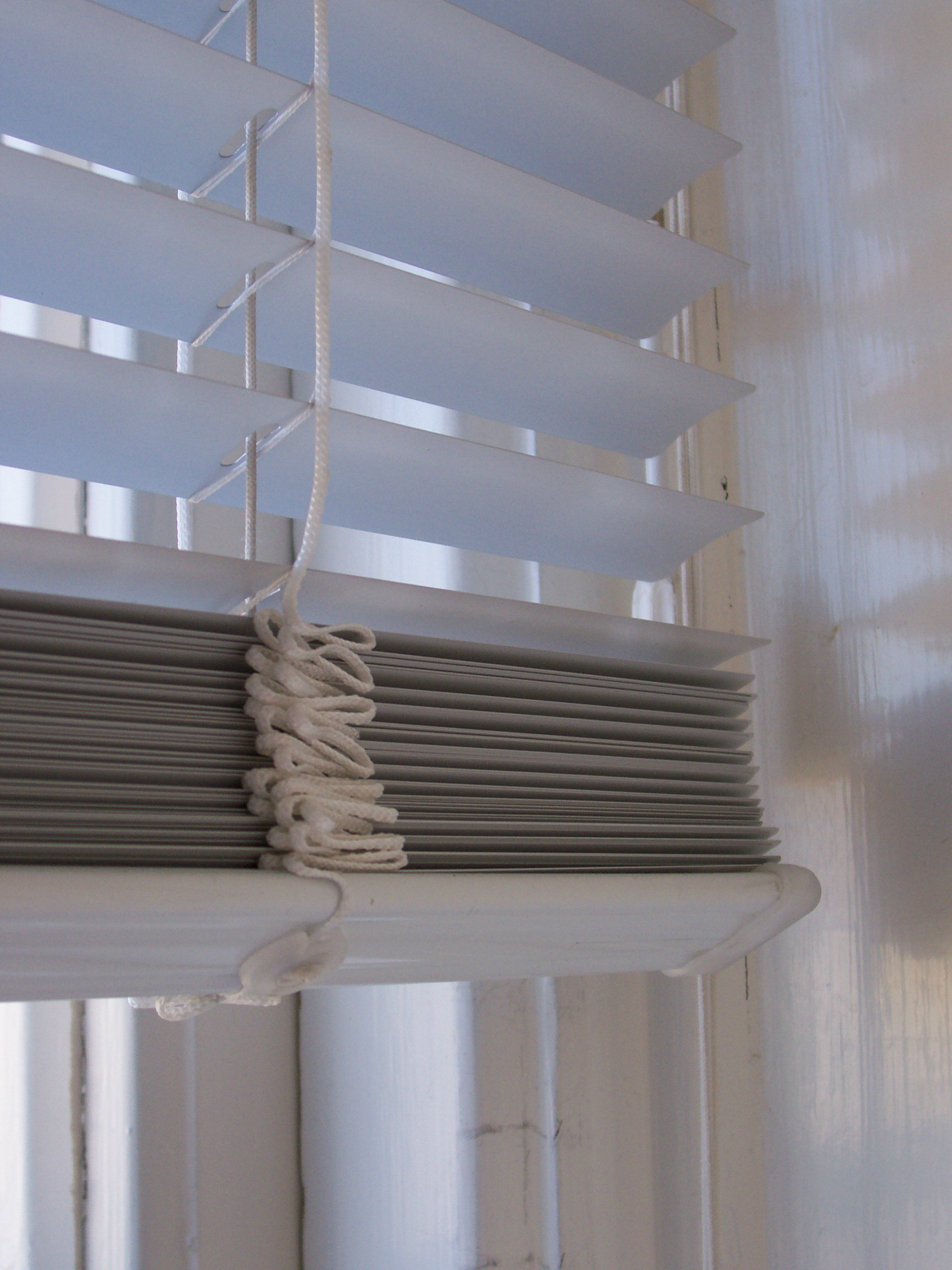
پرده کرکره نیمه جمع شده
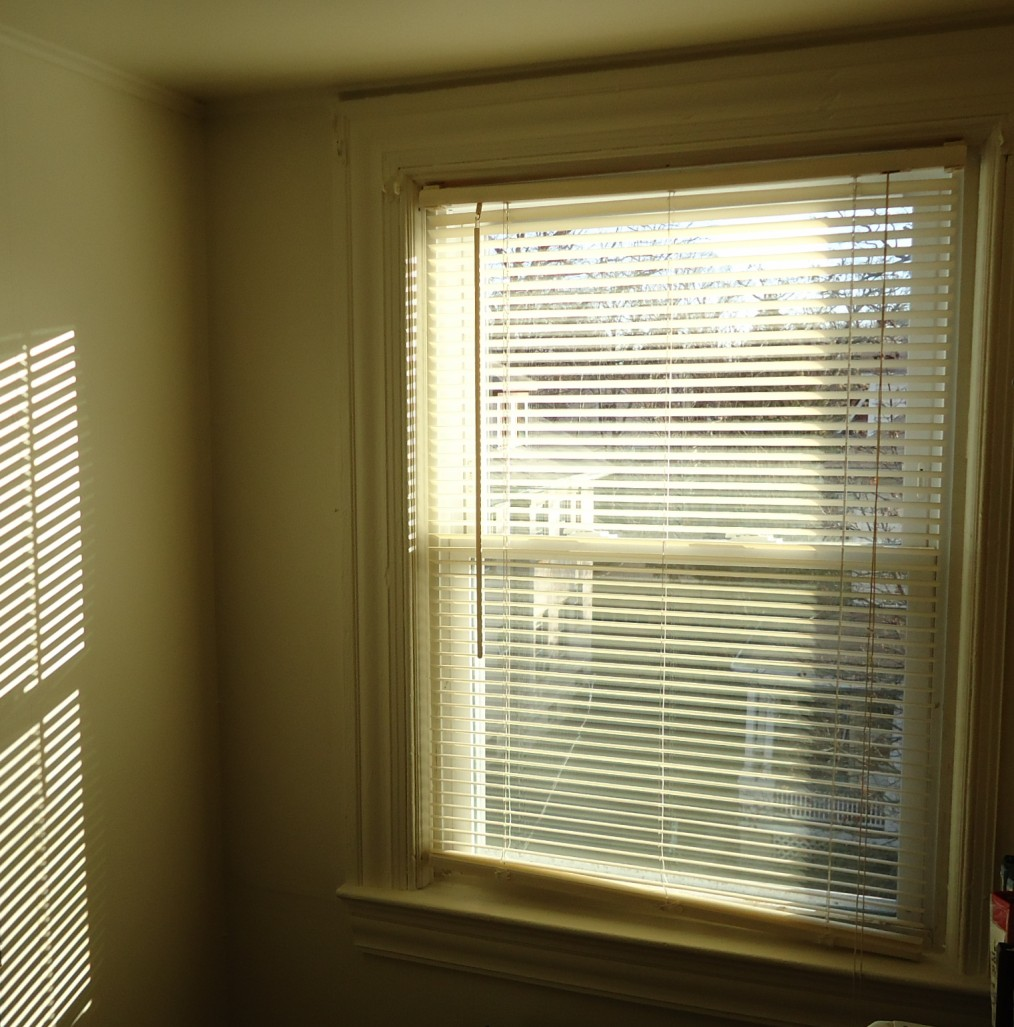